# サゴ・ニューマテリアルギターズ
サゴ・ニューマテリアルギターズ（英：Sago New Material Guitars）は、兵庫県尼崎市に本社を置く日本のギターメーカー。
自社ブランドとして「Sago」（ハイエンド・ブランド）、「Seed」「Stem」（廉価ブランド）の3つを持つ。

## 概要
ギターの修理工として活動していた高山賢が2004年に設立。当初は高山がひとりで全ての業務をこなしていた。2009年にサーモウッド処理（下記参照）を施したギターを東京の楽器フェアに出展したことで業界からの注目度が高まり、現在では多数のミュージシャンに使用されている。
ほとんどの製品にサーモウッドを使用しているが、オーダーメイドではサーモウッドでない木材も使用できる。創業当初はオリジナルモデルの楽器のみを製造・販売していたが、「サーモウッドと通常の木材の違いを知りたい」との要望が相次いだため、「Classic Style」と称したFender系ギター・ベースのコピーモデルの製造・販売も行っている。

## Sago製品の特徴

### サーモウッド
木材を無酸素状態・200℃以上の高温で乾燥させた「サーモウッド」を、2009年よりほとんどの商品に使用している。もともとこの処理方法はフィンランドでサウナルーム建築のために考案されたもので、サーモウッドを楽器に使用したのはSagoが世界初である。
この処理を施すことで木材に経年変化のような現象が起こり、新品でありながら長年弾き込んだビンテージ楽器のような独特の弾き心地が得られる。寒暖差や湿度変化にも強く、実際に試作段階のサーモウッド・ギターをツアーで使用した足立祐二（Dead End）は、「夏場には60℃にもなる機材車から25℃のステージへ、ステージが始まればスポットライト熱で40℃にも達するというタフな環境で、寸法も結構安定している」と語っている。また木材中の余分な水分やヤニ成分が飛ぶため、通常の木材と比べ5～15％程度の軽量化もはかることができる。
欠点としては「出音のアタック成分が若干減少し、全体的に音が丸くなること」、および「衝撃に弱くなること」が挙げられる。このため転倒などによる破損に注意する必要がある。

### ピックアップ
自社で「L(x)」というピックアップ・ブランドをプロデュースしている。本社の工房で制作している「L(x)」シリーズは主にSagoブランドの製品に、海外の協力工場で製造している「L(x)-Lite」シリーズはSeed・Stemブランドの製品に搭載されている。

## 使用アーティスト

### ギター
| - 足立祐二（Dead End） - 桜村眞 / 町屋（和楽器バンド） - オカザワカズマ（キュウソネコカミ） - 沖聡次郎（Novelbright） - 菊地英昭（THE YELLOW MONKEY） - 草野マサムネ（スピッツ） - コザック前田（ガガガSP） - 秀三（石鹸屋） - 新藤晴一（ポルノグラフィティ） - 杉本恭一（LĀ-PPISCH） - 田邊駿一（BLUE ENCOUNT） - 戸高賢史（ART-SCHOOL、MONOEYES） - ピエール中野（凛として時雨） - 真鍋吉明（the pillows） - 三輪テツヤ（スピッツ） - 和嶋慎治（人間椅子） \| - アベノブユキ（Azutiles、ex.nano.RIPE） - 有江嘉典（VOLA＆THE ORIENTAL MACHINE） - アヤコノ - 神田雄一朗（鶴） - 草刈愛美（サカナクション） - JOTARO（migimimi sleep tight、ex.FUNKIST） - タケムラカズキ（ドラマチックアラスカ） - 田淵智也（UNISON SQUARE GARDEN、THE KEBABS） - 田村明浩（スピッツ） - 永田雄樹（JABBERLOOP、ADAM at） - 峯岸翔雪（おいしくるメロンパン） - RIO（Mary's Blood） 注釈・出典 1. ↑ ギター博士と往く：Sago訪問インタビュー!!エレキギターの総合情報サイト「エレキギター博士」（2015年9月11日）2021年10月4日閲覧。 2. ↑ Sago New Material Guitars のベースの特徴、ラインナップ、サーモウッドについてGeek IN Box（2017年8月24日）2021年10月4日閲覧。 3. ↑ サーモウッドのあれこれSago公式ブログ（2019年6月6日）2021年10月4日閲覧。 外部リンク - Sago New Material Guitars 公式サイト - Sago Official (@Sago_nmg) - X（旧Twitter） - Sago guitar - YouTubeチャンネル \| |
| - アベノブユキ（Azutiles、ex.nano.RIPE） - 有江嘉典（VOLA＆THE ORIENTAL MACHINE） - アヤコノ - 神田雄一朗（鶴） - 草刈愛美（サカナクション） - JOTARO（migimimi sleep tight、ex.FUNKIST） - タケムラカズキ（ドラマチックアラスカ） - 田淵智也（UNISON SQUARE GARDEN、THE KEBABS） - 田村明浩（スピッツ） - 永田雄樹（JABBERLOOP、ADAM at） - 峯岸翔雪（おいしくるメロンパン） - RIO（Mary's Blood） 1. 2. 3. - Sago New Material Guitars 公式サイト - Sago Official (@Sago_nmg) - X（旧Twitter） - Sago guitar - YouTubeチャンネル |